# Exoprosopa baccha
Exoprosopa baccha är en tvåvingeart som beskrevs av Friedrich Hermann Loew 1869. Exoprosopa baccha ingår i släktet Exoprosopa och familjen svävflugor. Inga underarter finns listade i Catalogue of Life.